# Pallosaari (ö i Birkaland, Övre Birkaland, lat 62,13, long 23,96)
Pallosaari är en ö i Finland. Den ligger i sjön Iso-Tarjanne och i kommunen Ruovesi i den ekonomiska regionen  Övre Birkalands ekonomiska region  och landskapet Birkaland, i den södra delen av landet, 220 km norr om huvudstaden Helsingfors. Öns area är 0,4 hektar och dess största längd är 80 meter i nord-sydlig riktning.